# 千葉神社
千葉神社（ちばじんじゃ）是位在日本千葉縣千葉市的神社。舊社格為縣社，別稱妙見本宮（みょうけんほんぐう）。
明治的神佛分離令以前稱作北斗山金剛授寺尊光院，是以千葉氏的守護神—北辰妙見尊星王（妙見菩薩）為本尊的真言宗寺院。

## 關連項目
- 神佛習合

## 外部連結
- 妙見本宮 千葉神社 （页面存档备份，存于）